# راز ۳
راز ۳ (به هندی: Raaz 3D) فیلمی است محصول سال ۲۰۱۲ و به کارگردانی ویکرام بات است. در این فیلم بازیگرانی همچون عمران هاشمی، بیپاشا باسو، اشا گوپتا ایفای نقش کرده‌اند.
این فیلم دنباله فیلم های راز و راز ۲ است.